# Hurachaquilla
Hurachaquilla ist eine Ortschaft im Departamento Potosí im südamerikanischen Andenstaat Bolivien.

## Lage im Nahraum
Hurachaquilla liegt in der Provinz Pantaleón Dalence und ist der größte Ort im Cantón Huallatiri im Municipio Huanuni. Die Ortschaft liegt auf einer Höhe von 4122 m an einem rechten Zufluss zum Río Caripuyo, der zum Río Chayanta hin fließt und zum Einzugsbereich des Río Grande gehört.

## Geographie
Hurachaquilla liegt auf dem bolivianischen Altiplano am Westrand der Cordillera Azanaques, einem Teilabschnitt der Cordillera Central. Die Region weist ein ausgeprägtes Tageszeitenklima auf, die durchschnittliche Temperaturschwankung im Tagesverlauf fällt deutlicher aus als im Verlauf der Jahreszeiten.
Die Jahresdurchschnittstemperatur der Region liegt bei knapp 9 °C, die Monatswerte schwanken zwischen 4 °C im Juni/Juli und 11 °C von November bis März (siehe Klimadiagramm Huanuni). Der Jahresniederschlag beträgt nur 350 mm, von April bis Oktober herrscht eine ausgeprägte Trockenzeit mit Monatswerten von unter 10 mm, nur von Dezember bis März fallen nennenswerte Monatsniederschläge zwischen 55 und 85 mm.

## Verkehrsnetz
Hurachaquilla liegt in einer Entfernung von 89 Straßenkilometern südöstlich von Oruro, der Hauptstadt des gleichnamigen Departamentos.
Von Oruro führt aus die asphaltierte Nationalstraße Ruta 1 in südlicher Richtung dreißig Kilometer nach Machacamarca. Dort zweigt die ebenfalls asphaltierte Ruta 6 in südöstlicher Richtung ab und überquert bei Huanuni den Río Huanuni. Hinter Huanuni folgt man der Ruta 6 weitere 27 Kilometer, bis eine unbefestigte Nebenstraße nach links in nordöstlicher Richtung abzweigt, auf der man Jachojo nach fünf Kilometern erreicht. Von dort sind es noch einmal elf Kilometer nach Nordosten bis Hurachaquilla und weitere sieben Kilometer bis zum zentralen Ort des Kantons, Huallatiri.

## Bevölkerung
Die Einwohnerzahl der Ortschaft ist in dem Jahrzehnt zwischen den beiden letzten Volkszählungen um ein Drittel zurückgegangen:
| Jahr | Einwohner         | Quelle       |
| ---- | ----------------- | ------------ |
| 1992 | keine Detaildaten | Volkszählung |
| 2001 | 97                | Volkszählung |
| 2012 | 69                | Volkszählung |
| 2024 |                   | Volkszählung |

Die Region ist gekennzeichnet durch einen hohen Anteil indigener Bevölkerung, in der Provinz Pantaleón Dalence sprechen 69,8 Prozent der Einwohner Quechua.